# NGC 5514
NGC 5514 is een spiraalvormig sterrenstelsel in het sterrenbeeld Ossenhoeder. Het hemelobject werd op 26 april 1865 ontdekt door de Duits-Deense astronoom Heinrich Louis d'Arrest.

## Synoniemen
- UGC 9102
- IRAS 14111+0753
- MCG 1-36-23
- VV 70
- ZWG 46.66
- vKCPG 420A
- PGC 50809